# Христианские праздники
Христиа́нские пра́здники — особые торжественные дни (периоды) в духовной и литургической жизни Церкви. В совокупности составляют годичный богослужебный круг (литургический год).

## История
В евангельской истории мы находим, что Иисус Христос со Своими учениками праздновал Пасху, Преполовение, Праздник кущей и другие иудейские праздники. Субботу (главный праздник для иудеев) он использовал как наиболее удобное для проповеди время, по причине большого стечения народа. И Своим поведением показывал Своё отношение к седьмому дню. 
Апостолы и их преемники из иудеев также участвовали в иудейских праздниках и по примеру своего Учителя с особым рвением проповедовали в субботу Благую Весть. Одновременно апостолы снимают с христиан тягостное бремя Закона, которое лежало на иудейских праздниках (Рим. 14:5; Гал. 4:9—11).
В следующие два века Церковь постепенно устанавливала целый ряд новых праздников и в духе христианского богословия раскрывала их смысл.
Значительное умножение и упорядочение праздников произошло в IV веке — после даровании Римскими императорами Христианской церкви свободы вероисповедания и привилегий. Более прагматической причиной умножения праздников было стремление заменить языческие праздники христианскими, которые утолили бы естественную потребность в праздниках, первичную в каждом обществе и состоящую в праздновании главных моментов духовной жизни.
С IV века праздники приобретали смысл мистериальный: воспоминания, обрядового воспроизведения особой сущности данного события и приобщения к ней. Смысл термина «таинство», которое у апостола Павла и в раннем христианстве означал всегда всё дело Христово, всё спасение, теперь сужался и становился определением отдельных праздников, священнодействий, обрядов, в которых воспоминается и сообщается верующим сущность отдельных действий Спасителя. «Ныне же другое деяние Христово и другое таинство <…>, — восклицает святой Григорий Богослов в праздник Богоявления. — Христос просвещается — озаримся и мы с Ним! Христос погружается в воду — сойдём и мы с Ним, чтобы с ним выйти!..» .
Во времена догматических споров праздники начали отражать и закреплять достигнутые в них результаты. Так, развитие рождественского цикла было связано с борьбой за Никейское православие, за «единосу́щие».
Характерна замена каппадокийцами раннего названия праздника «Явление» (Επιφάνια) новым, более богословским — «Богоявление» (Θεοφάνια). Рождество — одновременно и праздник торжества над тьмой язычества (явления Христа — Солнца Правды) и торжества Православия над арианством, утверждение Божественного достоинства Христа. Затем Праздник Богоявления разделяется: дата 25 декабря (7 января) становится особым воспоминанием Боговочеловечения, а 6 (19) января — Крещения Господня как Богоявления, то есть первого явления Троицы в мире. Отнесением праздника Рождества Христова на 25 декабря Церковь сделала противовес языческому культу и предохранить верных от участия в нём: у римлян на 25 декабря (начало увеличения светового дня,после  зимнего солнцестояния22 декабря) падал праздник, именовавшийся днём рождения солнца «dies natalis Solis invicti».
Третий исторический этап состоял в дальнейшем развитии цикла праздников: возникновение особых подготовительных недель Праотцев и Святых Отцев, промежуточного праздника Обрезания Господня 1 (14) января и завершительного — Сретения 2 (15) февраля. Совершенно аналогично развитие Пасхального цикла с его постепенным восполнением специальными историческими воспоминаниями Страстной седмицы, с одной стороны, Вознесения и Сошествия Святого Духа — с другой.
Праздники стали переживаться как ряд прорывов в некое инобытие, как причащение обычного земного мира к особой „духовной“ реальности. В пасхальном и рождественском кругах остается связь с годом, то есть временем и его ритмом, однако, установление праздника Преображения Господня 6 (19) августа имело причиной освящение трех храмов на Фаворской горе в этот день.
Из Богородичных праздников древнейшим следует признать Собор Пресвятой Богородицы, непосредственно примыкающий к Рождеству Христову. На Западе ему соответствует Торжество Пресвятой Богородицы 1 января, отмеченный в некоторых древних литургических памятниках. Это указывает на первичную связь литургического почитания Божией Матери с рождественским циклом, который, в свою очередь, в своих истоках определён идеей года. Но по мере того, как сама идея праздников, развиваясь, обособлялась и становилась независимой от общей структуры литургического года, связь эта ослабевала. За исключением даты Благовещения (девять месяцев до Рождества Христова), остальные даты Богородичных праздников приурочены к освящению Богородичных храмов в Палестине: празднование Успения 15 (28) августа восходит к освящению храма в честь Божией Матери между Вифлеемом и Иерусалимом; таково же происхождение дат праздников Рождества Богородицы — 8 (21) сентября и Введения во храм — 21 ноября (4 декабря).
По такому же принципу возник праздник Воздвижение Креста Господня 14 (27) сентября, связанный с освящением храма над Гробом Господним, и Усекновения главы Иоанна Предтечи 29 августа (11 сентября) (освящение храма Предтечи в Севастии).